# Solarienii
Solarienii (1966) (titlu original The Solarians) este un roman science fiction, fiind prima carte publicată de scriitorul Norman Spinrad.
Spre deosebire de controversatele opere ulterioare, acesta este un space opera clasic, cu bătălii spațiale, călătorii cu viteze superluminice și dușmani extratereștri, duglaarii. De asemenea, apar câteva teme specifice anilor 1960, cum sunt libertatea sexuală, împlinirea individuală și non-conformismul.

## Intriga
Acțiunea romanului se petrece la câteva secole în viitor, când omenirea a colonizat multe sisteme stelare. Altă rasă, duglaarii sau "Doogii", cucerește pas cu pas sistemele oamenilor, închizându-le locuitorii în zone îngrădite în care îi lasă să moară de foame. Cele două rase posedă tehnologii aproximativ egale, iar bătăliile sunt decise de superioritatea numerică, doogii fiind mereu în avantaj.
Coloniștii așteaptă sosirea salvatorilor din "Fortăreața Sol", Sistemul Solar, care s-au izolat de la începutul războiului. Înainte de a planta în jurul lor miliarde de mine spațiale și nave automate, solarienii - așa cum sunt ei cunoscuți coloniștilor - au promis să revină cu o soluție împotriva superiorității numerice a duglaarilor.
Revenit dintr-un alt sistem stelar pierdut, comandantul Palmer află că un grup de solarieni i-a contactat superiorii și doresc ca el să îi însoțească în misiunea de a călători pe lumea de origine a duglaarilor pentru a pune capăt războiului. Pe drum, el descoperă că solarienii diferă de toți oamenii cunoscuți. Crescut într-o societate ierarhizată militar, în care computerele iau deciziile importante și conduc bătăliile, el este uimit de faptul că solarienii folosesc puțin computerele, bazându-se pe abilitățile lor de a pilota nave, de a naviga și de a decide în lupte. Ei se bazează pe "grupul organic", ideea că oamenii au talente individuale care le permit în mod natural să adopte roluri în mici grupuri coezive. Un om, stereotipul frumos și carismatic, este conducătorul, altul înțelege intuitiv probabilitatea și psihologia. Grupul include o pereche de telepați și o femeie misterioasă, fără un rol anume, în afara celui că grupului îi e mai bine cu ea decât fără ea. Rolul ei este descris ca fiind acela de "liant", o parte a muncii ei incluzând relaxarea oaspeților și pregătirea lor pentru rolurile pe care le au de îndeplinit, lucru care implică oferirea unor plăceri sexuale și spirituale.
Manipulând cu abilitate psihologia duglaarilor, solarienii primesc aprobarea de a coborî pe lumea de origine a lor și de a le vedea conducătorul, care se dovedește a fi difuzorul unui gigantic sistem computerizat. Aparent, duglaarii seamănă cu oamenii, cu excepția ochilor mari, a blănii și a urechilor în forma aripilor de lilieci. Se pare că, mult timp în urmă, conducătorul duglaarilor și-a impus viziunea unei societăți uniforme, controlate de computer, ducând la nașterea unor duglaari cu o psihologie similară conducătorului decedat. Palmer este izbit de similaritatea dintre poporul său și duglaari, precum și de diferența solarienilor față de ei.
Spre groaza lui Palmer, solarienii dau impresia că i-au trădat pe coloniști, pretinzând că Sol nu poate fi cucerit și lucrează la arme capabile să îi distrugă pe duglaari, dar dorește să fie lăsat în pace, fiind dispus să plătească un tribut prin sacrificarea coloniilor. Conducătorul duglaarilor le cere solarienilor să înceteze dezvoltarea armelor, lucru refuzat de acesta, apoi îi amenință că va aduna întreaga flotă și le va distruge defensiva.
Solarienii fac cunoscut faptul că, dacă nu sunt lăsați să plece, un dispozitiv nuclear de pe nava lor va distruge orașul. Odată ajunși în spațiu, pericolul crește, deoarece flota duglaari îi poate ataca în momentul în care s-au îndepărtat suficient de soare pentru a face saltul superluminic. Deși dezgustat de solarieni, Palmer își folosește cunoștințele pentru a ajuta nava să scape și să revină în spațiul controlat de oameni.
Solarienii îl duc pe Palmer la Fortăreața Sol, făcându-i un tur al sistemului, pentru a vedea Pământul ultima oară. Flota duglaari sosește și trece prin sistemul defensiv, bombardând și distrugând toate planetele locuite. Când totul pare pierdut, este activat un dispozitiv care face Soarele să explodeze, anihilând flota doogilor. Tactica solarienilor i se revelează astfel lui Palmer. Ademenindu-i pe doogi să riște o mare parte din flotă, au reușit să distrugă atât de multe nave încât, de acum încolo, coloniștii vor fi mereu în avantaj. Între timp, omenirea părăsise Sistemul Solar în gigantice Arce Spațiale, pornind spre Alpha Centauri pentru a se reuni cu coloniile, în vederea înfrângeri duglaarilor.

## Vezi și
- 1966 în științifico-fantastic